# تران دوك لوون
تران دوك لوون (ولد في 5 مايو 1937) هو رئيس جمهورية فيتنام من 24 سبتمبر 1997 حتى 24 يونيو 2006.

## روابط خارجية
- تران دوك لوون على موقع مونزينجر (الألمانية)